# Manatee County
Manatee County är ett administrativt område i delstaten Florida, USA, med 322 833 invånare. Den administrativa huvudorten (county seat) är Bradenton. 

## Geografi
Enligt United States Census Bureau har countyt en total area på 2 312 km². 1 919 km² av den arean är land och 393 km² är vatten.

### Angränsande countyn
- Hillsborough County, Florida - nord
- Polk County, Florida - nordöst
- Hardee County, Florida - öst
- DeSoto County, Florida - sydöst
- Sarasota County, Florida - syd

### Större orter
- Bayshore Gardens
- Bradenton
- Longboat Key
- Memphis
- Palmetto
- South Bradenton
- West Samoset